# جبل تشيفرز
جبل تشيفرز (بالإنجليزية: Mount Chivers)‏ ا()، جبل يبلغ ارتفاعه 1,755 متر (5,760 قدم)، ينتصب بين مَصبّات مثلجة أوتاغو ومثلجة ترانتر في الجزء الشمالي من سلسلة جبال الملكة إليزابيث. تم ترسيمه من قبل هيئة المسح الجيولوجي الأمريكية من مسوحات مقياس التبلور والصور الجوية للبحرية الأمريكية 1960-1962. سُمّيَ من قبل اللجنة الاستشارية للأسماء في القارة القطبية الجنوبية. نسبةً إلى هيو جيه. تشيفرز، فيزيائي طبقات الجو العليا في محطة بيرد ومحطة أمندسن سكوت ومحطة هاليت ضمن برنامج الولايات المتحدة في القارة القطبية الجنوبية 1962–1963.